# Thomas Blake Glover

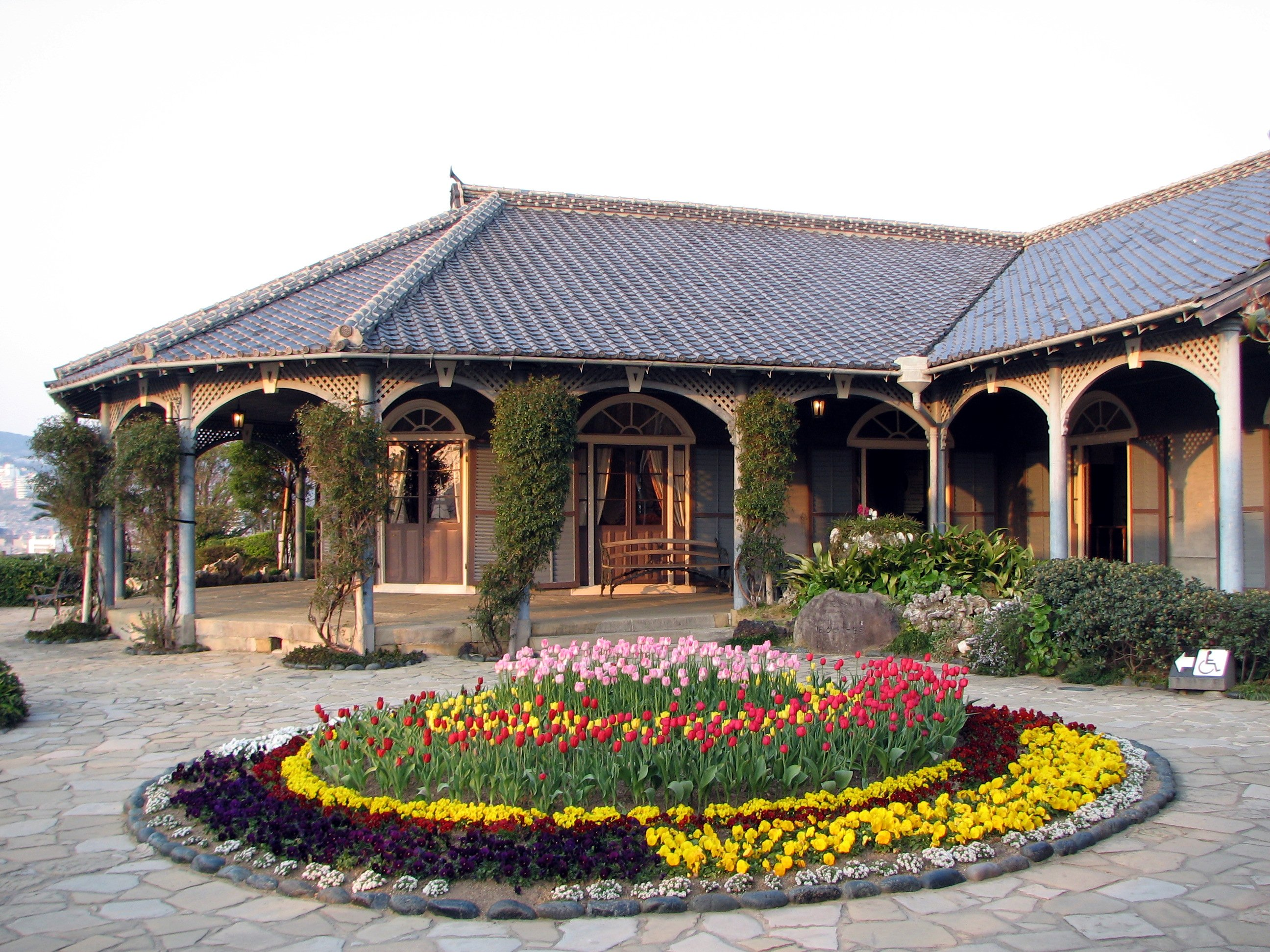
A Pillangókisasszony „eredeti” helyszíne

Thomas Blake Glover (1838–1911) 19. századi skót kereskedő és nagyiparos, 50 évet töltött Japánban, aranyat, ezüstöt exportálva a Nyugatnak, s hajókat és fegyvereket importálva az Edo-bakufu (1603–1867) ellen lázadó Csósú és Szacuma daimjóbirtokoknak, később pedig a Mitsubishi vállalat tanácsadója lett, leghíresebb azonban arról, hogy a nagaszaki kikötőre néző, ma is álló palotáját, a legrégibb nyugati stílusú japán épületet, a Glover Mansiont vagy Glover House-t a Pillangókisasszony eredeti helyszínének tartják, noha maga az opera (legfőképp persze a cselekménye) inkább csak bosszúságot vált ki a japánokból.